# Roure de la Torre del Canonge
El Roure de la Torre del Canonge (Quercus humilis) és un arbre que es troba a Sabadell (el Vallès Occidental), el qual és un bell exemplar de roure martinenc molt poc conegut, fins i tot, pels mateixos sabadellencs.

## Dades descriptives
- Perímetre del tronc a 1,30 m: 2,89 metres.
- Alçada: 22 m.
- Amplada de la capçada: 21 x 28 metres (amplada mitjana capçada: 24,5 metres).
- Altitud sobre el nivell del mar: 179 m.[1]

## Aspecte general
Es troba en bon estat de conservació, tret d'alguna branca morta. Les seues dimensions són notables, especialment pel que fa al diàmetre de la capçada, una de les més descomunals de la comarca. Molt a prop s'alça un altre gran roure de dimensions més modestes.

## Accés
Es troba a cinc minuts a peu de les ruïnes de la Torre del Canonge, vora el riu Tort. Des de Sabadell, cal prendre la carretera C-1413 en direcció a Sentmenat. Just després de travessar el riu Ripoll per un pont, prenem la pista de terra que arrenca a mà esquerra. De seguida trobem una cruïlla i tombem a la dreta. Passem per davant d'una indústria i seguim recte. Recorreguts 1,9 km arribem a un encreuament. Tombem a la dreta i, cent metres més endavant, arribem a les ruïnes de la Torre del Canonge, on deixem el cotxe. Continuem a peu per la pista que tomba a la dreta, passant sota la casa. Després de fer un fort revolt a l'esquerra, assolim el fons del torrent i el travessem, passant al seu marge dret i mantenint-nos sempre en la pista principal. Als quatre minuts tornem a travessar el torrent (riu Tort) i iniciem una suau pujada. Recorreguts cinquanta metres abandonem la pista i prenem un camí poc clar que surt a la dreta, en direcció a un camp llarg i estret. A l'altra banda d'aquest camp, uns cinquanta metres a mà esquerra, s'alça el roure. Coordenades UTM: 31T X0426193 Y4602655.